# Jogos Olímpicos de Verão de 1976
Jogos Olímpicos de Verão de 1976 (em francês: Les XXIes olympiques d'été), conhecidos oficialmente como os Jogos da XXI Olimpíada, foram os Jogos Olímpicos realizados em Montreal, a maior cidade da província de Quebec, no Canadá, entre 17 de julho e 1 de agosto de 1976. Montreal é a segunda cidade francófona a sediar os Jogos de Verão depois de Paris. Com a participação de 6 804 atletas de  92 nações competindo em 21 esportes, estes foram os primeiros Jogos marcados por um grande boicote. Lideradas pela República do Congo, 26 nações africanas, o Iraque e a Guiana se recusaram a participar deles, em protesto pelo Comitê Olímpico Internacional não suspender a Nova Zelândia, que havia autorizado sua seleção nacional de rugby a excursionar pela África do Sul, que se encontrava suspensa da comunidade  internacional por causa da política racista do Apartheid.
A escolha de Montreal como sede dos Jogos, contra a candidatura de cidades importantes como Los Angeles e Moscou, não foi feliz no resultado final, apesar da boa organização e total segurança – reflexos dos ocorridos nos Jogos de Munique em 1972.
Financeiramente os Jogos foram um fracasso, causando o maior prejuízo econômico da história do evento até Atenas 2004, totalizando mais de 2 bilhões de dólares americanos em dívidas, levando a cidade a demorar mais de 40 anos para conseguir quitar as dívidas relacionadas ao evento. Seu ousado, caríssimo e problemático Estádio Olímpico até hoje permanece como um símbolo do fracasso desta edição. No campo esportivo, mais uma grande decepção. Pela primeira e única vez na história dos Jogos de Verão, o país anfitrião terminou a competição sem conseguir conquistar uma única medalha de ouro.

## Processo de candidatura
| Resultados da eleição da cidade-sede dos Jogos da XXI Olimpíada | Resultados da eleição da cidade-sede dos Jogos da XXI Olimpíada | Resultados da eleição da cidade-sede dos Jogos da XXI Olimpíada | Resultados da eleição da cidade-sede dos Jogos da XXI Olimpíada |
| --------------------------------------------------------------- | --------------------------------------------------------------- | --------------------------------------------------------------- | --------------------------------------------------------------- |
| Cidade                                                          | CON                                                             | Rodada 1                                                        | Rodada 2                                                        |
| Montreal                                                        | Canadá                                                          | 25                                                              | 41                                                              |
| Moscou                                                          | União Soviética                                                 | 28                                                              | 28                                                              |
| Los Angeles                                                     | Estados Unidos                                                  | 17                                                              | -                                                               |

## Fatos e destaques

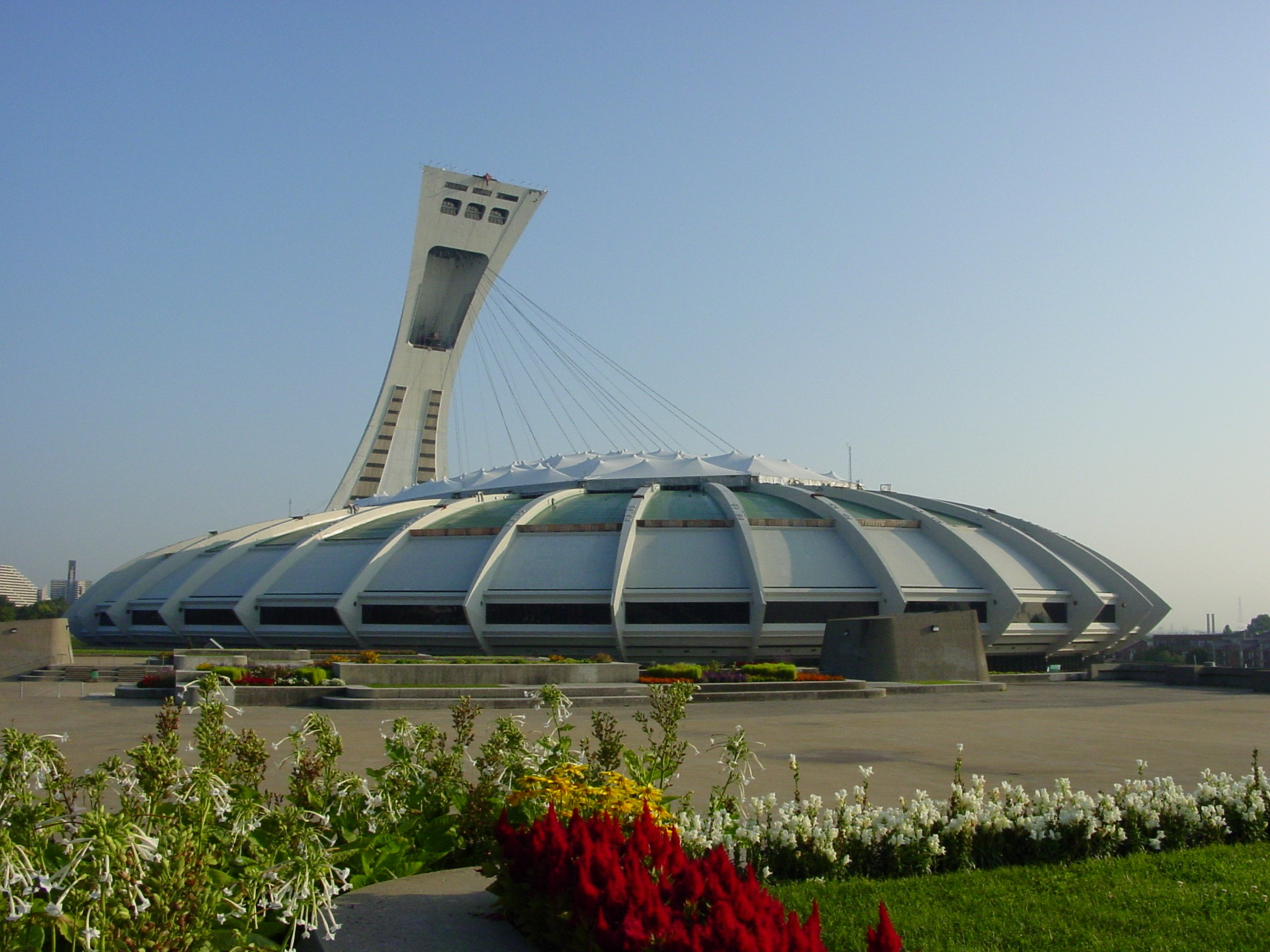
O Estádio Olímpico (francês: Le Stade Olympique) e Montreal Tower. O prejuízo financeiro marcou os Jogos de Montreal.

- Os Jogos foram abertos pela Rainha Elizabeth II e toda a família real britânica compareceu à cerimônia de abertura. A chama olímpica foi "eletronicamente" transmitida por ondas elétricas de Atenas até Ottawa, capital do país, através de sinais de satélites, de onde foi levada em revezamento até Montreal, entrando no estádio conduzida por um casal de jovens, um de origem francesa e a outra de origem britânica, Stéphane Préfontaine e Sandra Henderson, representando as duas culturas que formaram o país. Além disso, durante uma forte chuva a Pira Olímpica simplesmente apagou. Numa atitude desesperada ela foi acesa de novo por um funcionário do estádio com um isqueiro. Como o protocolo manda, a pira teve que ser reacendida com o fogo de reserva.[4]

- A ginasta romena Nadia Comăneci, de apenas 14 anos, foi a grande estrela de Montreal, sendo a primeira atleta da história a receber a nota perfeita de 10,0 neste esporte, nas barras assimétricas. A nota teve que ser apresentada nos placares eletrônicos do ginásio como 1,00, pois até então os placares da ginástica não eram fabricados com dois dígitos antes da divisão da fração, já que a nota 10 era considerada impossível. Comăneci conquistaria três medalhas de ouro e receberia nada mais nada menos que outras seis notas 10 da equipe de jurados durante a competição.[1]

- A ginasta soviética de ascendência mongol Nellie Kim também conquistou três medalhas de ouro.[1]

- Foram introduzidas nesses Jogos as modalidades femininas do basquetebol, handebol e remo.[5]

- O soviético Viktor Saneyev sagrou-se tricampeão olímpico do salto triplo, derrotando o então recordista mundial, o brasileiro João Carlos de Oliveira, o João do Pulo, bronze na prova.[1]

- Ainda no atletismo, o cubano Alberto Juantorena tornou-se o primeiro atleta a vencer os 400 e os 800 m na mesma Olimpíada e o finlandês Lasse Virén completou seu double-double iniciado em Munique, ganhando novamente os 5 000 e 10 000 m. Virén ainda participaria da maratona, na tentativa de se igualar ao lendário tcheco Emil Zátopek, único a conquistar as três provas longas do atletismo nos mesmos Jogos, em Helsinque 1952, mas conseguiu apenas um quinto lugar.

- Cinco boxeadores americanos conquistaram medalhas de ouro em Montreal, naquela que para muitos foi a maior equipe de boxe olímpico já formada nos Estados Unidos, composta de Sugar Ray Leonard, Leon Spinks, Michael Spinks, Leo Randolph e Howard Davies Jr. A exceção de Davis, todos se tornariam campeões mundiais profissionais em suas categorias nos anos seguintes.[1]

Pôster dos jogos de 1976

- A princesa Anne da Grã Bretanha foi a única participante feminina dos Jogos a não ser submetida a teste de confirmação de sexo. Anne fez parte da equipe britânica de equitação.[1]

- O ginasta japonês Shun Fujimoto decidiu continuar competindo no evento por equipes logo após quebrar o joelho durante o exercício no solo. Ele conseguiu a nota 9,5 no cavalo com alças e 9,7 nas argolas, saltando de uma altura de 2,5 metros acima do solo e mantendo o equilíbrio depois de pousar em pé. Os jornais da época relatam a cena da seguinte forma "levantou os braços em um acabamento perfeito antes de desmoronar em agonia".[6] A aterrissagem piorou sua lesão, deslocando o joelho quebrado e imediatamente rompendo os ligamentos de sua perna direita.[7] A cena é considerada uma das mais marcantes da história dos Jogos.[8] Antes da prova, Fujimoto não quis contar sobre sua lesão porque sabia que a notícia poderia atrapalhar os outros integrantes da equipe. O fato de ter competido tanto no cavalo com alças e nas argolas foi necessário para que o time japonês conseguisse ser pentacampeão olímpico na prova. O título veio exatamente em cima da União Soviética pela margem mínima.[9]

- O italiano Klaus Dibiasi conseguiu o inédito tricampeonato olímpico nos saltos ornamentais, tornando-se o ídolo e modelo de toda uma geração de atletas, entre eles o jovem que o igualaria anos mais tarde, o norte-americano Greg Louganis.

- Os Jogos de Montreal assistiram ao primeiro atleta filho de campeão olímpico tornar-se também campeão olímpico.[5] Com um lenço encharcado de lágrimas de um choro convulsivo, um homem no meio da multidão na arquibancada do estádio olímpico, o húngaro Imre Németh, campeão olímpico de lançamento do martelo nos Jogos de Londres em 1948, acenava para o filho Miklos Németh que, ali na sua frente, no gramado do estádio, acabava de se sagrar campeão olímpico do lançamento do dardo, 28 anos depois.

- A mascote dos Jogos de Montreal, foi o castor Amik, inclusive esse nome significa "castor" em um idioma de uma tribo indígena da Canadá. A mascote foi criada por Guy St-Arnaud, Yvon Laroche e Pierre-Yves Pelletier, sob liderança de Georges Huel. A escolha de um castor foi proposital, pois o animal é conhecido pela sua paciência e trabalho duro, e tem ocupado um papel significante no desenvolvimento do Canadá.

- Clarence Hill, das Bermudas, conquistou a medalha de bronze na categoria superpesados do boxe, dando a seu pequeno país a honra de se tornar a nação de menor população do mundo (53 500 habitantes na época) a ganhar uma medalha nos Jogos Olímpicos.[1]

- O Canadá é, até hoje, o único país-sede dos Jogos Olímpicos que não ganhou nenhuma medalha de ouro em seus próprios Jogos. Fato igual viera a se repetir nos Jogos Olímpicos de Verão da Juventude de 2010, já que o país anfitrião também terminou os jogos sem a conquista de uma única medalha de ouro.[10]

## Modalidades disputadas
| - Atletismo (detalhes) - Basquetebol (detalhes) - Boxe (detalhes) - Canoagem (detalhes) - Ciclismo (detalhes) - Esgrima (detalhes) - Futebol (detalhes) - Ginástica (detalhes) - Halterofilismo (detalhes) - Handebol (detalhes) - Hipismo (detalhes) - Hóquei sobre a grama (detalhes) |  | - Judô (detalhes) - Lutas (detalhes) - Natação (detalhes) - Pentatlo moderno (detalhes) - Pólo aquático (detalhes) - Remo (detalhes) - Saltos ornamentais (detalhes) - Tiro (detalhes) - Tiro com arco (detalhes) - Vela (detalhes) - Voleibol (detalhes) |

## Países participantes

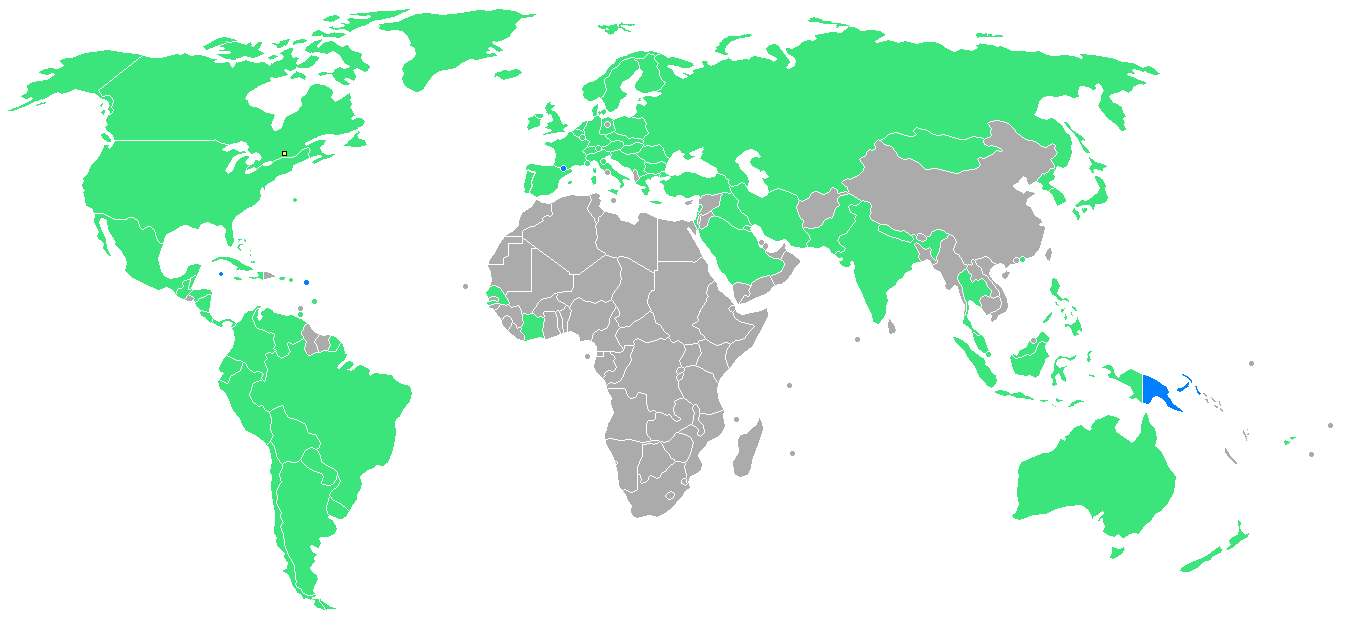
Participantes dos Jogos Olímpicos em 1976, com as nações estreantes em azul

Atletas de 92 Comitês Olímpicos Nacionais foram representadas nos Jogos de 1976, número menor que o de 1972 muito por conta do boicote africano liderado pela República do Congo. Guiana (ao lado do Iraque os únicos países de fora da África a aderirem ao boicote), Mali e Suazilândia chegaram a participar da cerimônia de abertura, mas desistiram dos Jogos; Camarões, Egito, Marrocos e Tunísia ainda competiram nos primeiros dias, mas logo aderiram ao boicote.
Três CONs fizeram sua primeira aparição olímpica: Antígua e Barbuda (como "Antígua"), Ilhas Cayman e Papua-Nova Guiné. Andorra também estreou nos Jogos de Verão após competir nos Jogos de Inverno de Innsbruck, meses antes.
Na lista abaixo, o número entre parênteses indica o número de atletas por cada nação nos Jogos:
- FRG Alemanha Ocidental (289)
- GDR Alemanha Oriental (274)
- AND Andorra (3)
- ANT Antígua (9)
- AHO Antilhas Neerlandesas (4)
- KSA Arábia Saudita (19)
- ARG Argentina (70)
- AUS Austrália (182)
- AUT Áustria (60)
- BAH Bahamas (10)
- BAR Barbados (10)
- BEL Bélgica (106)
- BIZ Belize (4)
- BER Bermudas (22)
- BOL Bolívia (4)
- BRA Brasil (81)
- BUL Bulgária (160)
- CMR Camarões (4)
- CAN Canadá (391)
- TCH Checoslováquia (150)
- CHI Chile (7)
- COL Colômbia (34)
- PRK Coreia do Norte (41)
- KOR Coreia do Sul (50)
- CIV Costa do Marfim (8)
- CRC Costa Rica (5)
- CUB Cuba (150)
- DEN Dinamarca (69)
- EGY Egito (29)
- ECU Equador (5)
- ESP Espanha (115)
- USA Estados Unidos (396)
- FIJ Fiji (2)
- PHI Filipinas (14)
- FIN Finlândia (89)
- FRA França (213)
- GBR Grã-Bretanha (249)
- GRE Grécia (37)
- GUA Guatemala (29)
- HAI Haiti (12)
- HON Honduras (3)
- HKG Hong Kong (25)
- HUN Hungria (183)
- CAY Ilhas Cayman (4)
- ISV Ilhas Virgens Americanas (18)
- IND Índia (26)
- INA Indonésia (7)
- IRI Irã (84)
- IRL Irlanda (46)
- ISL Islândia (14)
- ISR Israel (26)
- ITA Itália (221)
- YUG Iugoslávia (90)
- JAM Jamaica (20)
- JPN Japão (215)
- KUW Kuwait (14)
- LIB Líbano (4)
- LIE Liechtenstein (6)
- LUX Luxemburgo (8)
- MAS Malásia (23)
- MAR Marrocos (9)
- MEX México (99)
- MON Mônaco (10)
- MGL Mongólia (33)
- NEP Nepal (1)
- NCA Nicarágua (14)
- NOR Noruega (68)
- NZL Nova Zelândia (84)
- NED Países Baixos (103)
- PAN Panamá (8)
- PNG Papua-Nova Guiné (5)
- PAK Paquistão (24)
- PAR Paraguai (6)
- PER Peru (13)
- POL Polônia (224)
- PUR Porto Rico (81)
- POR Portugal (19)
- DOM República Dominicana (11)
- ROU Romênia (157)
- SMR San Marino (10)
- SEN Senegal (23)
- SIN Singapura (4)
- SWE Suécia (122)
- SUI Suíça (54)
- SUR Suriname (3)
- THA Tailândia (43)
- TRI Trinidad e Tobago (12)
- TUN Tunísia (17)
- TUR Turquia (27)
- URS União Soviética (412)
- URU Uruguai (9)
- VEN Venezuela (31)

## Quadro de medalhas
| Ordem | País                   | Medalha de ouro | Medalha de prata | Medalha de bronze |     |  |
| ----- | ---------------------- | --------------- | ---------------- | ----------------- | --- |  |
| 1     | URS União Soviética    | 49              | 41               | 35                | 125 |  |
| 2     | GDR Alemanha Oriental  | 40              | 25               | 25                | 90  |  |
| 3     | USA Estados Unidos     | 34              | 35               | 25                | 94  |  |
| 4     | FRG Alemanha Ocidental | 10              | 12               | 17                | 39  |  |
| 5     | JPN Japão              | 9               | 6                | 10                | 25  |  |
| 6     | POL Polônia            | 7               | 6                | 13                | 26  |  |
| 7     | BUL Bulgária           | 6               | 9                | 7                 | 22  |  |
| 8     | CUB Cuba               | 6               | 4                | 3                 | 13  |  |
| 9     | ROU Romênia            | 4               | 9                | 14                | 27  |  |
| 10    | HUN Hungria            | 4               | 5                | 13                | 22  |  |
|       |                        |                 |                  |                   |     |  |
| 27    | CAN Canadá             |                 | 5                | 6                 | 11  |  |
|       |                        |                 |                  |                   |     |  |
| 30    | POR Portugal           |                 | 2                |                   | 2   |  |
|       |                        |                 |                  |                   |     |  |
| 36    | BRA Brasil             |                 |                  | 2                 | 2   |  |